# Elatostema pachycephalum
Elatostema pachycephalum es una especie de planta del género Elatostema, perteneciente a la familia Urticaceae.

## Taxonomía
Elatostema pachycephalum fue descrita por Wen Tsai Wang en 2016.

## Distribución
Se encuentra en el territorio sudeste de China.